# معماری دیوسنگی

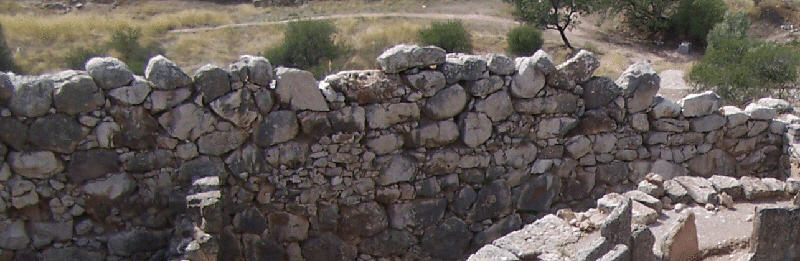
نمونه‌ای از سنگ‌چینی دیوسنگی.

نوعی معماری که در آن سنگ‌های بزرگ نامنظم و بی‌ملاط، به‌صورت خشکه‌چین، بر روی هم چیده شده باشند. معماری دیوسنگی (انگلیسی: Cyclopean masonry) نامیده می‌شود. معماری دیوسنگی معماری ترکیب شده از تراشه‌هایی با شکل‌های نامنظم و روی هم انباشته و بدون استفاده از ملاط است.
از معماری دیوسنگی اغلب در آناتولی (ترکیه کنونی) و غرب ایران برای ساخت بارو و دیوارهای تدافعی استفاده می‌شده است.